# Der Zauberbogen
Der Zauberbogen (Originaltitel: The Archer: Fugitive from the Empire, Alternativtitel: The Archer and the Sorceress) ist ein US-amerikanischer Fantasyfilm aus dem Jahr 1981. Verantwortlich für Regie, Drehbuch und Produktion war Nicholas Corea.

## Handlung
Das Land Malveel, ein Gebiet, welches von sich untereinander bekriegenden Nomadenclans bewohnt wird, läuft Gefahr, vom aufsteigenden Draikianischen Imperium – allgemein die Dynastie genannt – erobert zu werden. König Brakus, Herrscher des Falkenclans, gelingt es nach langer Zeit, mehrere verfeindete Stämme friedlich zu vereinigen und versucht sie für den Kampf gegen den gemeinsamen Feind zu gewinnen. Allerdings droht ihm Verrat aus den eigenen Reihen: Sandros und Riis, seine Neffen, haben sich in ihrem Machthunger mit der Dynastie in Verbindung gesetzt, und deren oberster Kriegsherr, Gar, und dessen Schlangenmenschen weisen sie an, Brakus zu beseitigen. Brakus' Sohn Toran hat währenddessen eine feindselige Begegnung mit der schönen Estra, einer Zauberin, deren Mutter Naestra einst von Brakus' Vater unter der Weisung von dessen Lehrmeister, dem Zauberer Lazar-Sa, ermordet worden war. Sie gibt ihm eine kryptische Prophezeiung mit, in der sie ihm eine hoffnungslose Suche verheißt.
In derselben Nacht wird Brakus von Gar mit Torans Dolch ermordet, den Sandros heimlich stehlen konnte, doch im Sterben liegend ringt Brakus seinem Sohn das Versprechen ab, Lazar-Sa aufzusuchen, damit sein Werk nicht umsonst gewesen sein soll. Toran wird mit der Leiche seines Vaters aufgefunden und als Mörder gefangengesetzt; sein alter Lehrmeister Mak, der Führer eines Zauberbogens, befreit ihn aber, und zusammen begeben sich die beiden auf der Suche nach dem Zauberer, verfolgt von Gar und seinen Schlangenmenschen, die entschlossen sind, ein erneutes Bündnis der Malveel-Clans unter den Falken zu verhindern, weswegen Gar auch Sandros und Riis ermorden lässt. Von der Flucht und seinem Alter ausgelaugt, übergibt Mak seinem Lehrling den Zauberbogen, stirbt aber bei dem Prozess, in dem der Bogen seinen neuen Träger annimmt.
Toran gelingt es, Gar bei einer Konfrontation schwer zu verletzen, und gewinnt dabei die Aufmerksamkeit des Strolches Slant, der sich ihm ungefragt anschließt. Obwohl Slant zuerst versucht, sich den Bogen anzueignen, beginnt er Toran mit der Zeit ehrlich zu mögen und unterstützt ihn mit seiner Weltweisheit. Indessen macht sich auch Estra auf die Suche nach Lazar-Sa, um ihn zu töten und damit ihre Mutter zu rächen, und dabei kreuzt sie Torans eigenen Weg. In der Stadt Kamal treffen die drei ein Individuum, das sich als Lazar-Sa ausgibt und die Bewohner aus dem Areal zu vertreiben versucht. Toran, Estra und Slant werden vom Stadtrat gebeten, die Bedrohung zu beseitigen, und allein schon um Antworten für ihre Suche zu finden, nehmen sie die Aufgabe an und reisen zur Endweltschlucht, dem Versteck des Zauberers. Kurz nach ihrer Abreise aber gelangt auch Gar nach Kamal, wo er die Spur Torans wieder aufnehmen kann.
In der Endweltschlucht begegnen die drei Lazar-Sa, müssen aber schnell feststellen, dass er nur ein magisches Simulakrum ist. Gesteuert wurde er von Rega, einem ehemaligen Sklaven aus Kamal, der Lazar-Sa begegnete und der ihm einen magischen Stein und Handschuh gab, um sich für die Demütigungen seiner Sklaverei zu rächen. Rega teilt ihnen mit, wo sich Lazar-Sa zuletzt aufgehalten hat, verübt dann aber Selbstmord mit dem Stein, jetzt nachdem seine Identität heraus ist. Gar, der Toran gefolgt ist, klaubt den Handschuh auf und fordert Toran heraus. Während des Kampfes jedoch zerstört die Macht des Steins, der durch einen Schuss Torans gefährlich instabil geworden ist, die Endweltschlucht; Toran, Estra und Slant können gerade noch so entkommen.
Estra trennt sich daraufhin von ihren erstweiligen Gefährten, um ihren eigenen Pfad zu Lazar-Sa zu verfolgen. Toran und Slant machen sich auf den Rückweg nach Kamal, als eine Botschaft Lazar-Sas sie erreicht, der Toran verspricht, ihn zu einer höheren Bestimmung zu führen, wenn es ihm gelingt, den Zauberer aus seiner Gefangenschaft der Endwelt zu befreien. Doch wissen die beiden noch nicht, dass Gar die Katastrophe in der Endweltschlucht überlebt hat und weiter nach Torans Tod trachtet...

## Hintergrund
- Ursprünglich wurde Der Zauberbogen als Pilotfilm zu einer geplanten TV-Serie der NBC produziert. Zu einer Fortsetzung kam es jedoch nicht. So ist auch das offene Ende zu erklären, dass nämlich Lazar-Sa nicht gefunden und die Suche nach ihm zum Ziel erklärt wird.
- Der Film kam am 17. Dezember 1981 im deutschsprachigen Raum ins Kino und wurde mehrfach im Fernsehen ausgestrahlt. Ebenso wurde der Film auf VHS veröffentlicht, auf DVD erschien er am 29. April 2011 bei Koch Media.
- Die vom Synthesizer-Spezialisten Ian Underwood komponierte Filmmusik gilt als einer der ersten komplett elektronisch umgesetzten Soundtracks.
- Im Vergleich zu etwa Der Drachentöter (1981) wurden die technischen Möglichkeiten der frühen 1980er-Jahre nicht komplett ausgenutzt. Durchaus gelungen wirken aber die Maskeneffekte bei der Darstellung der Schlangenkrieger. Maßgeblich beteiligt war John Goodwin (Das Ding aus einer anderen Welt, Men in Black).
- George Kennedy wurde in der deutschen Fassung von Joachim Cadenbach synchronisiert, Kabir Bedis Sprecher war Christian Rode.[1]
- Hauptdarsteller Lane Caudell benannte seinen 1982 geborenen Sohn Toran nach dem Namen des Titelhelden.[2]

## Kritik
„Abenteuerliche Fantasy-Auseinandersetzungen zwischen Gut und Böse im Comic-Stil, fragwürdig in ihrer Glorifizierung der Gewalt.“